# ジョアン・フィリペ
ジョタ（Jota）ことジョアン・ペドロ・ネヴェス・フィリペ（João Pedro Neves Filipe, 1999年3月30日 - ）は、ポルトガル・リスボン出身のプロサッカー選手。セルティックFC所属。ポジションはミッドフィールダー、フォワード。

## 経歴
2007年、SLベンフィカのアカデミーに入団。2017年1月、SLベンフィカBからプロデビューを果たした。
2020年10月5日、レアル・バリャドリードに1シーズンローンで加入。
2021年8月31日、買取オプション付きの1年ローンでセルティックFCに加入。2021-22シーズンは、公式戦40試合に出場して13得点14アシストを記録した。
2022年7月1日、セルティックは買い取りオプションを行使し、5年契約で完全移籍。2022-23シーズンは、公式戦43試合に出場して、15得点12アシストを記録した。
2023年7月3日、アル・イテハドに完全移籍。
2024年8月30日、スタッド・レンヌに移籍した。
2025年1月27日、古巣のセルティックFCに復帰。2030年までの5年半契約を結んだ。

## 代表歴
ポルトガル代表として各年代で招集された。

## タイトル

### クラブ
SLベンフィカ
- プリメイラ・リーガ（2018-19）
- スーペルタッサ（2019）

セルティック
- スコティッシュ・プレミアシップ（2021-2022）
- スコティッシュリーグカップ（2021-2022）

### 代表
- UEFA U-17欧州選手権（2016）
- UEFA U-19欧州選手権（2018）